# روبرت الثاني، كونت هيسباي
روبرت الثاني (رودبرت، شرودوبيرت) (توفي. في 12 يوليو 807) كان أحد نبلاء الفرنجة هو كونت فورمس ورينغاو وأيضا هو كونت هيسباي؛ يعتبر هو أول سلف ذكر معروف وواضح لـ سلالة كابيتيون العريقة بما في ذلك فروعها (فالوا وبوربون) التي حكمت فرنسا وأيضا فروعهم التي حكموا البرتغال وإسبانيا ولوكسمبورغ؛ وبارما والصقليتين (في إيطاليا حالياً)، والبرازيل.
من الممكن يكون هو أبن ثورينغبرت من فورمس، وبالتالي هو حفيد روبرت الأول، دوق نيوستريا (حوالي.697 - 764)، مع ذلك تعتبر هذه التفسيرات نظريات بديلة.